# Nika Vindišar
Nika Vindišar (* 31. Dezember 1999 in Jesenice, Oberkrain) ist eine ehemalige slowenische Biathletin. Sie war von 2019 bis 2022 Teil der Nationalmannschaft.

## Sportliche Laufbahn
Nika Vindišar bestritt von 2016 bis Ende 2018 ausschließlich Wettkämpfe auf Juniorenebene. Ihr Debüt gab sie im Dezember 2016 im IBU-Junior-Cup und nahm im Folgejahr erstmals an Jugendweltmeisterschaften teil, wo sie unter anderem 16. des Einzels wurde. Im August 2018 gewann die Slowenin an der Seite von Polona Klemenčič, Toni Vidmar und Alex Cisar die Bronzemedaille im Mixedbewerb der Sommerbiathlon-Juniorenweltmeisterschaften und damit ihre einzige Medaille in einem internationalen Biathlonwettkampf. Ein gutes Wochenende im Juniorcup folgte im Dezember in Les Rousses, sie belegte in Sprint und Verfolgung Top-10-Ränge und siegte zusammen mit Alex Cisar überzeugend in der Single-Mixed-Staffel. Im Saisonverlauf gab Vindišar weiterhin ihr Debüt im IBU-Cup und erzielte bei der Junioren-WM mit Rang 8 im Verfolger ein sehr gutes Ergebnis, schließlich war sie von Platz 46 gestartet. Beim Saisonauftakt 2019/20 gab die Slowenin in Östersund ihr Weltcupdebüt, schloss ihre ersten Wettkämpfe aber im hinteren Bereich des Starterfeldes ab. Ihr erstes Verfolgungsrennen erreichte Vindišar bei den Weltmeisterschaften 2020 nach Rang 46 im Sprint, wurde dort aber überrundet. Im Saisonverlauf lief sie im Juniorcup mit Alex Cisar außerdem einmal aufs Podest. Nach einer Saison ohne viele Wettkampfteilnahmen war Vindišar im Winter 2021/22 wieder Teil des Weltcupteams, erzielte zunächst zwei 65. Plätze und erreichte beim Saisonfinale mit Rang 57 im Sprint den Verfolger. An der Seite von Rok Tršan belegte die Slowenin zudem im Single-Mixed-Bewerb von Otepää in einem von den Zeitabständen sehr knappen Wettkampf Rang 7.
Nach Ende der slowenischen Meisterschaften 2022, bei denen sie im Massenstart die Goldmedaille gewann, beendete Nika Vindišar im Alter von 22 Jahren ihre Karriere als Biathletin.

## Persönliches
Nika Vindišar stammt aus Gorje. Ihre etwa dreieinhalb Jahre jüngere Schwester Klara ist ebenfalls als Biathletin aktiv.

## Statistiken

### Weltcupplatzierungen
Die Tabelle zeigt alle Platzierungen (je nach Austragungsjahr einschließlich Olympische Spiele und Weltmeisterschaften).
- 1.–3. Platz: Anzahl der Podiumsplatzierungen
- Top 10: Anzahl der Platzierungen unter den ersten zehn (einschließlich Podium)
- Punkteränge: Anzahl der Platzierungen innerhalb der Punkteränge (einschließlich Podium und Top 10)
- Starts: Anzahl gelaufener Rennen in der jeweiligen Disziplin
- Staffel: inklusive Mixed- und Single-Mixed-Staffeln

| Platzierung | Einzel | Sprint | Verfolgung | Massenstart | Staffel | Gesamt |
| ----------- | ------ | ------ | ---------- | ----------- | ------- | ------ |
| 1. Platz    |        |        |            |             |         |        |
| 2. Platz    |        |        |            |             |         |        |
| 3. Platz    |        |        |            |             |         |        |
| Top 10      |        |        |            |             | 1       | 1      |
| Punkteränge |        |        |            |             | 14      | 14     |
| Starts      | 3      | 16     | 2          |             | 14      | 35     |

### Biathlon-Weltmeisterschaften
Ergebnisse bei den Weltmeisterschaften:
| Weltmeisterschaften | Weltmeisterschaften | Einzelwettbewerbe | Einzelwettbewerbe | Einzelwettbewerbe | Einzelwettbewerbe | Staffelwettbewerbe | Staffelwettbewerbe | Staffelwettbewerbe |
| Jahr                | Ort                 | Einzel            | Sprint            | Verfolgung        | Massenstart       | Damenstaffel       | Mixedstaffel       | S.-M.-Staffel      |
| ------------------- | ------------------- | ----------------- | ----------------- | ----------------- | ----------------- | ------------------ | ------------------ | ------------------ |
| 2020                | Antholz             | –                 | 46.               | LAP               | –                 | 19.                | 23.                | 19.                |

### Jugend-/Juniorenweltmeisterschaften
Vindišar nahm bis 2018 an den Jugend-, ab 2019 an den Juniorenwettkämpfen teil.
| Weltmeisterschaften | Weltmeisterschaften | Einzelwettbewerbe | Einzelwettbewerbe | Einzelwettbewerbe | Damenstaffel |
| Jahr                | Ort                 | Einzel            | Sprint            | Verfolgung        | Damenstaffel |
| ------------------- | ------------------- | ----------------- | ----------------- | ----------------- | ------------ |
| 2017                | Osrblie             | 16.               | 35.               | 31.               | 6.           |
| 2018                | Otepää              | 23.               | 40.               | 26.               | 7.           |
| 2019                | Osrblie             | 40.               | 46.               | 8.                | 7.           |
| 2020                | Lenzerheide         | 19.               | 13.               | 28.               | 7.           |

### Junior-Cup-Siege
| Nr. | Datum         | Ort         | Disziplin              |
| --- | ------------- | ----------- | ---------------------- |
| 1.  | 19. Dez. 2018 | Les Rousses | Single-Mixed-Staffel 1 |